# NGC 5501
NGC 5501 (również PGC 50724) – galaktyka soczewkowata znajdująca się w gwiazdozbiorze Panny. Odkrył ją John Herschel 13 kwietnia 1828 roku. Jest to galaktyka o niskiej jasności powierzchniowej.